# Pengerang
Pengerang è un mukim e una nuova area comunale del Distretto di Kota Tinggi, nel sud ovest dello stato di Johor, in Malaysia, sede di un piccolo ufficio doganale e di immigrazione. È separato da Pulau Tekong e dall'Aeroporto di Singapore-Changi dallo Stretto di Johor.

## Il territorio

Localizzazione di Pengerang sulla mappa di Johor

La giurisdizione del PBT (Pihak Berkuasa Tempatan, o autorità locali) di Pengerang si estende su un'area di circa 184 km2, comprendente le città di Desaru, Bandar Penawar, Sungai Rengit e Tanjung Pengelih.

## Economia

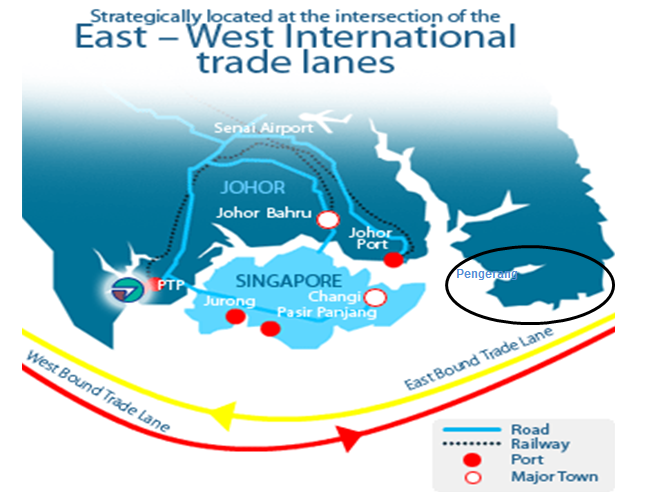
Location Map of Pengerang

Pengerang è stata scelta dal governo dello stato di Johor per ospitare un programma di trasformazione delle aree rurali. In una conferenza stampa del 23 febbraio 2015 a Taman Bayu Damai, Pengerang, il Primo Ministro dello stato di Johor Datuk Mohamed Khaled Nordin ha dichiarato che l'area ha assistito a un costante sviluppo negli ultimi anni grazie ai massicci investimenti legati al polo petrolchimico Pengerang Integrated Petroleum Complex (PIPC).
Il Progetto PIPC è stato annunciato nel 2011 ed è attualmente in costruzione. Pengerang è stata scelta per la sua posizione strategica, data la vicinanza alle importanti rotte commerciali navali Medio Oriente – Singapore – Cina e ai grandi hub commerciali presenti nella Singapore. Il PIPC è partito con lo sviluppo del Pengerang Deepwater Terminal (PDT), infrastruttura di stoccaggio e commercializzazione di prodotti petrolchimici e di raffinazione.

## Siti turistici
Nei pressi di Tanjung Pengelih è situata una batteria costiera risalente alla Seconda guerra mondiale, oggi abbandonata, costruita sulla foce del Sungai Santi, sullo Stretto di Johor. Il complesso si estende su un'area di 610 ettari e comprendeva in origine le caserme e un ospedale.

## Infrastrutture e trasporti
La connessione stradale principale è la Malaysia Federal Route 92, che collega Kota Tinggi a Sungai Rengit.
Pengerang ha due terminal per traghetti aperti al pubblico, a Tanjung Belungkor e a Tanjung Pengelih. Dal terminal di Tanjung Belungkor partono i traghetti per l'Aeroporto di Singapore-Changi e per Sekupang sull'isola di Batam in Indonesia. Il terminal di Tanjung Pengelih è collegato a Changi Point e a Tanah Merah, a Singapore.
Inoltre c'è un porto riservato ai clienti al Sebana Cove Resort in arrivo da HarbourFront a Singapore e da Tanah Merah.